# Бабинський ліс (заказник)
Ба́бинський ліс — ботанічний заказник місцевого значення в Україні. Розташований у межах Гощанського району Рівненської області, між селами Бабин і Антопіль. 
Площа 137,8 га. Статус надано згідно з рішенням облради від 27.05.2005 року № 584 (зміни згідно з рішенням обласної ради від 25.09.2009 року № 1331). Перебуває у віданні ДП «Острозький лісгосп» (Гощанське л-во, кв. 13 і кв. 14, крім вид. 2). 
Статус надано з метою збереження частини лісового масиву з насадженнями переважно сосни і дуба.